# Дачний будинок (Боярка)
Дачний будинок по вулиці Хрещатик, 83 (Боярка) — історична дерев'яна дача кінця XIX ст., розташована в місті Боярка Київської області. Один із небагатьох збережених прикладів дачної забудови того періоду, який нині перебуває в процесі ревіталізації як громадський простір.

## Історія
Будинок зведено наприкінці XIX століття як частину дачного селища Боярка, що виникло завдяки розвитку залізничного сполучення та популярності курортного відпочинку серед киян. У 1881 році поблизу станції Боярка було відведено понад 100 ділянок для приватної забудови, що сприяло формуванню дачного району з характерною архітектурою та плануванням.

## Історія дачі
Сучасний № 83 по вул. Хрещатик відповідає історичній ділянці № 24. На плані 1882 року він має площу 800 сажнів (1/3 десятини), але на плані 1909 року вже в півтора рази більший. Можна вважати, що ділянка № 23 на 1909 рік мала площу приблизно 1300 сажнів, тобто 0,6 га.
У виданні 1909 року «Дачник. Дачные местности вблизи г. Киева» зазначено, що власницею ділянки № 24 по вул. Хрещатик є П. Ф. Фоломіна, вдова купця 2-ї гільдії О. М. Фоломіна.

## Архітектура
Дача є двоповерховою дерев'яною спорудою, типовою для дачної забудови кінця XIX — початку XX століття. Будівля зберегла автентичні елементи архітектури того часу, включаючи різьблення та декоративні деталі, що надають їй історичної та культурної цінності.
Будинок Фоломіних дерев'яний, одно- двоповерховий, на цегляному цоколі. Фундаменти стрічкові, не обстежувалися. Цоколь складено з жовтої («царської») цегли. Стіни в історичній частині будинку дерев'яні. Зовні стіни шальовані дошками та прикрашені різьбленим декором. Чоловий та дворовий фасади будинку симетричні. Будинок має три входи. Планування будинку організоване навколо великої центральної зали (вітальні), з якої є двері у чотири кімнати першого поверху та вихід назовні, на колишню терасу. Також у планувальному ядрі розташовані дерев'яні сходи на другий поверх. Другий поверх (так званий «мезонін») розташований точно над центральною залою і сходами, і займає значно меншу площу. Тут розміщені дві кімнати та санвузол. За радянських часів (ймовірно, у 1930-х рр.) дві тераси будинку були замінені на одноповерхові прибудови з цегляними стінами.
Ще одна прибудова з'явилася з південного фасаду. На німецькій аерофотозйомці 1941-44 рр. західна прибудова вже існує. Ці прибудови значно погіршили зовнішній вигляд та автентику будинку, але збільшили його площу. У прибудовах розміщені прохідні кімнати, санвузол та технічне приміщення.
Чоловий фасад мав своєрідні ризаліти, між якими розташовувалась крита та, ймовірно, засклена тераса. Подібна тераса була і з дворового фасаду.
Фасади історичної частини будинку Фоломіних прикрашені вишуканим різьбленим декором. Всі історичні вікна мають різьблені лиштви з трикутними сандриками. Будинок оперезує декоративна смуга з різьбленої шальовки. Стіни вінчають різьблені карнизи. Покриття також цікаві (їх три), над мезоніном та двома бічними одноповерховими частинами влаштовані дахи. Відповідно будинок має три невеличкі горища.
Інтер'єри будинку добре збережені. Збережена дерев'яна підлога. Більшість дверних отворів також автентичні. Збережені центральні вхідні двері, що виходили на терасу. Також на першому поверсі вцілілі чотири вікна кінця ХІХ ст. У вітальні та кімнатах першого поверху збережені гіпсові карнизи та розетки на стелі. Дерев'яні сходи на дпугий поверх також історичні, гарної збереженості. Дерев'яні перила сходів з балясинами. Два каміни, що обігрівали будинок. розібрані, але є можливість їх відновити в процесі реставрації. Декор інтер'єрів має втрати від експлуатації та перебудов.

## Сучасний стан та ревіталізація
На початку 2025 року за ініціативи БО «Фонд Боярської громади» та волонтерів розпочато проєкт «Нове життя старої дачі», метою якого є перетворення будинку на громадський простір. У межах проєкту проведено першу толоку з упорядкування території та підготовки будівлі до реставрації. Наступним етапом стало 3D-сканування будівлі для детального вивчення її конструктивних особливостей та планування подальших реставраційних робіт.

## Значення
Дачний будинок по вулиці Хрещатик, 83 є важливим елементом історичної спадщини Боярки, що відображає архітектурні та культурні тенденції кінця XIX століття. Його збереження та адаптація до сучасних потреб громади сприяють збереженню історичної пам'яті міста та розвитку місцевої ідентичності.